# カンガ
カンガ（kanga、もしくはkhanga、別名レソ(leso)）はタンザニア、ケニアに代表される東アフリカで衣類や風呂敷などとして広く利用される一枚布。

## 概要
カンガに用いる布地は定型ができていて、幅110cm長さ150cmの色鮮やかな綿プリントである。
柄にも決まったデザインパターンがあり、ピンド(pindo)と呼ばれる縁取り模様と、ムジ(miji)と呼ばれる中心模様がそれぞれ異なった図柄で描かれる。モチーフに決まりはなく、さまざまな模様がある。
また、布の中央に主にスワヒリ語で格言や流行語、ことわざなど、何かしらの言葉が添えられる。この言葉はジナ(jina)と呼ばれ、今の気持ちをジナの語句で表現することもあると言われることから、カンガは「しゃべる布」とも呼ばれる。二枚分が繋がった形で売られており、購入者は半分に裁断しミシンで端を縫って使う。
カンガは民族衣装と呼ばれることがあるが、その歴史は19世紀中頃と比較的浅い上に、カンガを着用する民族を特定することは、東アフリカの地域性からみて文化人類学的には困難である。スワヒリ地方発祥ということからイスラム教と関連して捉えられることもあるが、キリスト教徒も同様に着用しており宗教性を帯びた服装でもない。

## 歴史
カンガは19世紀の中頃にザンジバル島やモンバサ近辺の女性たちが、ハンカチ用の布を縫い合わせて大きな布として利用し始めたのが始まりと言われている。レソ(leso)と呼ばれたその布は、やがて1枚布として製品化された。布の模様がホロホロチョウ（スワヒリ語でkanga）の羽模様に似ていたことから、kangaと呼ばれるようになったといわれている。 また、現在でもモンバサ周辺ではカンガのことをレソと呼んでいる。
20世紀前半のカンガの生産はイギリス、オランダ、イギリス領インド、ドイツ、日本などの企業によって行われていた。1955年から1969年は日本が最大のカンガ生産国であり、1970年代からは中国の企業が参入して最大の生産国となった。

## 着装
衣類としてのカンガは厳密には着るものではなく、纏うものであり、巻くものである。多くの女性達はワンピースなどの服を着た上から、1枚をエプロンスカートのように腰に巻き、もう1枚をベールのように頭にかけるか、ショールのように肩にかけて用いる。
ワンピース型、ブラジャー型、ヘッドバンド型、巻きスカート型、ケープ型など着装方・使用法は多岐にわたる。
東アフリカでは古くから、現在もマサイ族に見られるような肩口で一枚布を結んで垂らしたりマントのように着る着装方があったが、現行の形が整ったのは19世紀中ごろと民族衣装としては比較的新しい部類のものである。